# Bogumila
Bogumila - es un nombre propio femenino de origen Eslavo, su significado: "bog" (dios) y  “mila” ("amor"). 

## Formas
- Checo, eslovaco: Bohumila
- Polaco: Bogumiła